# Akathisie
 Mise en garde médicale
L'akathisie (du grec a- privatif et en grec ancien καθίζειν / kathizein, « faire asseoir » ou « s'asseoir ») est un symptôme qui se définit par un besoin irrépressible de bouger ses membres ou contracter ses muscles. Résister à cette envie génère une tension interne croissante qui n'est soulagée — temporairement — que par la mise en mouvement. Elle est souvent limitée aux membres inférieurs mais peut concerner le corps entier.
Ce phénomène est couramment appelé « impatience » quand la manifestation est légère pour l'esprit ainsi qu'éphémère, et peut entrainer une impossibilité de s'asseoir ou de rester dans la position assise, un besoin irrépressible d'agitation, de se balancer en position debout ou assise, de pénétrer ou de croiser et décroiser les jambes ; l'akathisie devient insupportable lorsque celle-ci perdure des mois durant.
Le terme a été créé par le neuropsychiatre tchèque Ladislav Haškovec (en) (1866–1944), qui décrivit ce phénomène en 1901,.

## Causes
Une akathisie peut être causée par :
- des neuroleptiques. Sa survenue est dose-dépendante et favorisée par l'augmentation rapide des posologies. Elle s'inscrit dans le cadre des dyskinésies tardives. Ce symptôme peut être très handicapant et diminuer l'observance des traitements[3]. Elle est variable en fonction du type de neuroleptique (rispéridone de 6,7 % à 50 %, sous aripiprazole de 15 % à 25 %, sous olanzapine de 2,8 % à 16 %, sous quétiapine de 2 % à 5 % et sous clozapine de 0 % à 39 %)[4] ;
- la carence martiale ;
- la maladie de Parkinson[5] ;
- le syndrome des jambes sans repos ;
- certains sevrages de médicament ou de drogue[6] ;
- l'administration d'antagonistes dopaminergiques pour leur effet antiémétique ;
- des antidépresseurs[7],[8],[9],[10].

## Facteurs de risque
Elle est plus fréquente à un âge avancé, chez les femmes, lors de la présence de symptômes négatifs, lors de dysfonctions cognitives ou d'un diagnostic de trouble bipolaire.

## Épidémiologie
Elle est très fréquente lors d'un traitement par neuroleptique de première génération. On a observé une incidence de 31 % pendant un traitement de deux semaines. Une autre étude a mesuré une prévalence de 15 % dans une population de patients avec une schizophrénie suivie en ambulatoire. Certains estiment que la prévalence de ces symptômes serait plus faible lors d'un traitement par neuroleptique de deuxième génération, mais il semble ne pas y avoir eu d'étude comparative sur le sujet.

## Diagnostic
La présence et la sévérité de l'akathisie peut être mesurée grâce à :
- l'échelle de Barnes (en) (en anglais : Barnes Akathisia Scale)[16],[17] qui contient à la fois des items objectifs et subjectifs ;
- l'échelle d'akathisie de l'hôpital du Prince Henry[18],[19].

Le diagnostic reste cependant difficile car de nombreux symptômes peuvent être similaires. Dans une étude portant sur des troubles du mouvement, une akathisie n'a été confirmée que chez 26 % des patients diagnostiqués auparavant comme ayant une akathisie.

## Diagnostic différentiel
L'akathisie peut être confondue avec de nombreux autres troubles :
- agitation secondaire à un symptôme psychotique ;
- trouble de l'humeur ;
- dysphorie liée aux antipsychotiques[réf. nécessaire] ;
- anxiété.

Elle peut aussi être retrouvée dans des pathologies psychiatriques telles que l'anorexie mentale dans un but hypercalorique.

## Complications
L'akathisie est susceptible d'entrainer des insomnies, dégradant encore davantage la qualité de vie des patients.
Il y aurait un lien entre l'akathisie et le risque suicidaire et de dépersonnalisation. Il y aurait un risque de mauvaise observance, d'impulsivité, d'agressivité, de comportement auto-agressifs,,,.

## Prise en charge
L'akathisie est réversible une fois l'agent causal trouvé et diminué, mais elle peut persister dans certains cas :
- la recherche et la correction d'une carence martiale ;
- les correcteurs anticholinergiques sont d'efficacité incertaine[13] ;
- dans le cas d'un traitement par neuroleptique, une diminution progressive de la posologie sera envisagée si possible[26]. Le changement de neuroleptique peut également faire disparaître le symptôme ;
- si un traitement antidépresseur a été mis en place, les antidépresseurs tricycliques peuvent trouver une utilisation thérapeutique secondaire dans le traitement de l'akathisie du fait de leurs effets anticholinergiques ;
- un traitement par benzodiazépine permet parfois de soulager le patient sur le très court terme, mais, à moyen ou long terme, il faut évaluer les troubles dus à la dépendance induite par ces traitements ;
- l'introduction d'un bêtabloquant peut être utile en cas d'échec des autres approches[27] ;
- l'utilisation de mirtazapine (antidépresseur)[28].

### Recherche
- La vitamine B6 pourrait être utile[29].
- La N-acétylcystéine pourrait être utile[30].